# Змеиногорский район
Змеиного́рский райо́н — административно-территориальное образование (сельский район) и муниципальное образование (муниципальный район) в  Алтайском крае России.
Административный центр — город Змеиногорск, расположенный в 87 км от Рубцовска.

## География, климат
Район площадью в 2802 км² расположен в южной части края. Рельеф восточной части холмистый, местами гористый (отроги Колыванского хребта), западной части — преимущественно равнинный. На территории района добывается свинец, цинк.
Умеренно континентальный, так как смягчен близлежащими горами. Средняя температура около 20˚ С, влажность воздуха - 70%. Треть года на территории Змеиногорского района стоит ясная солнечная погода, в основном, в летние месяцы.
По территории района протекают реки Корболиха, Большая Гольцовка, Таловка; в северо-восточной части расположено озеро Колыванское. Почвы серые лесные, выщелоченные, сильно выщелоченные, чернозёмы. Растут ель, пихта, сосна, берёза; богатое разнотравье. Обитают медведь, лось, косуля, дикий кабан, соболь, норка, лиса, ондатра, хорёк, горностай, колонок, выдра, барсук, белка, заяц, волк.
В районе находится часть Тигирекского заповедника.
Район входит в зону падения отделяющихся частей ракет и ракет-носителей при запусках с космодрома «Байконур».

## История
Змеиногорский район был образован 25 мая 1925 года.
Его территорию древние люди заселили ещё во времена палеолита (50-40 тыс. лет назад). Здесь археологами найдены каменные орудия и посуда той эпохи. Время эпохи неолита характеризуется развитием примитивного земледелия и скотоводства, а энеолит ― зачатками меднокаменного производства примитивных орудий.
В конце IV тыс. до н. э. на территории современного Змеиногорского района развивается добыча руды, изготавливаются первые изделия из цветных металлов.
В 1725 году рудоискателем Яковом Костылёвым было открыто месторождение медных руд, идя по следам «чудских капищ», в том числе на горе Змеиной.
В 1744 году на Змеиной горе нашли золотую руду, в следующем году началась разработка и строительство оборонительной крепости. Неприятельских набегов на крепость не последовало, осталось лишь название — Батарейная сопка и две пушки от старых времен. На Змеиной горе сохранились фрагменты рудников XVIII—XIX веков: Змеиногорского, Петровского и Черепановского, остался от былых времен горный пруд и плотина.
Город развивался как центр горнорудного производства, оставаясь на протяжении 100 лет главным источником пополнения казны России золотом и серебром.
15 января 1944 года 12 сельсоветов Змеиногорского района были переданы в новый Третьяковский район.

## Население
| 1959    | 1996    | 1997    | 1998    | 1999    | 2000    | 2001    | 2002    | 2003    | 2004    | 2005    | 2006    |
| ------- | ------- | ------- | ------- | ------- | ------- | ------- | ------- | ------- | ------- | ------- | ------- |
| 22 288  | ↘14 000 | ↗14 100 | ↘13 900 | ↘13 600 | ↘13 500 | ↘12 600 | ↘12 400 | ↘12 248 | ↘12 136 | ↘11 813 | ↘11 537 |
| 2007    | 2008    | 2009    | 2010    | 2011    | 2012    | 2013    | 2014    | 2015    | 2016    | 2017    | 2018    |
| ↘11 262 | ↘11 091 | ↗22 092 | ↘21 022 | ↘20 930 | ↘20 722 | ↘20 409 | ↘20 149 | ↘19 876 | ↘19 690 | ↘19 550 | ↘19 321 |
| 2019    | 2020    | 2021    |         |         |         |         |         |         |         |         |         |
| ↘18 882 | ↘18 638 | ↘16 460 |         |         |         |         |         |         |         |         |         |

### Национальный состав[19]
| национальность | мужчин | женщин | всего  | %    |
| -------------- | ------ | ------ | ------ | ---- |
| русские        | 5 582  | 6 076  | 11 658 | 94,6 |
| немцы          | 161    | 162    | 323    | 2,6  |
| украинцы       | 50     | 38     | 88     | 0,7  |
| марийцы        | 39     | 30     | 69     | 0,5  |
| белорусы       | 11     | 12     | 23     | 0,18 |
| казахи         | 10     | 8      | 18     | 0,14 |
| армяне         | 12     | 4      | 16     | 0,13 |
| табасараны     | 10     | 5      | 15     | 0,12 |

## Административно-муниципальное устройство
Змеиногорский район с точки зрения административно-территориального устройства края включает 8 административно-территориальных образований, в том числе  1 город районного значения и 7 сельсоветов.
Змеиногорский муниципальный район в рамках муниципального устройства включает 8 муниципальных образований, в том числе 1 городское поселение и 7 сельских поселений:
| №        | Муниципальное образование | Административный центр | Количество населённых пунктов | Население (чел.) | Площадь (км²) |
| -------- | ------------------------- | ---------------------- | ----------------------------- | ---------------- | ------------- |
| 1e-06    | Городское поселение       |                        |                               |                  |               |
| 1        | город Змеиногорск         | город Змеиногорск      | 2                             | ↘9532            | 33,38         |
| 1.000002 | Сельское поселение        |                        |                               |                  |               |
| 2        | Барановский сельсовет     | село Барановка         | 3                             | ↘1938            | 1143,11       |
| 3        | Карамышевский сельсовет   | село Карамышево        | 4                             | ↘1502            | 200,40        |
| 4        | Кузьминский сельсовет     | село Кузьминка         | 5                             | ↘965             | 315,18        |
| 4.000003 | Никольский сельсовет      | село Никольск          | 2                             | ↘261             | 132,42        |
| 5        | Октябрьский сельсовет     | посёлок Октябрьский    | 5                             | ↘880             | 242,19        |
| 6        | Саввушинский сельсовет    | село Саввушка          | 2                             | ↘1076            | 336,90        |
| 7        | Таловский сельсовет       | село Таловка           | 1                             | ↘708             | 182,27        |
| 8        | Черепановский сельсовет   | посёлок Беспаловский   | 3                             | ↘963             | 348,18        |

Законом Алтайского края от 5 июня 2019 года № 45-ЗС, Кузьминский и Никольский сельсоветы преобразованы путём их объединения в муниципальное образование Кузьминский сельсовет с административным центром в селе Кузьминка.

### Населённые пункты
В Змеиногорском районе 25 населённых пунктов:

| Змеиногорск   | ↘9410 |
| Барановка     | ↘1917 |
| Саввушка      | ↘1172 |
| Карамышево    | ↘1126 |
| Октябрьский   | ↘745  |
| Таловка       | ↘708  |
| Беспаловский  | ↘703  |
| Кузьминка     | ↘644  |
| Черепановский | ↘365  |

| Гальцовка  | ↗335 |
| Никольск   | ↘280 |
| Воронеж    | ↘202 |
| Берёзовка  | ↗181 |
| Лазурка    | ↘122 |
| Отрада     | ↗149 |
| Тушканиха  | →144 |
| Локоток    | ↘138 |
| Предгорный | ↘132 |

| Новокузнецовка    | ↗125 |
| Утка              | ↘122 |
| Новохарьковка     | ↗74  |
| Варшава           | ↘35  |
| Рязановка         | ↘8   |
| Андреевский       | →2   |
| Красногвардейский | →1   |

С ноября 2008 года Змеиногорск перестал быть городом краевого значения, объединившись административно со Змеиногорским районом.
В 2000 г. упразднён посёлок Белянинский.

## Экономика
Основное направление экономики: сельское хозяйство (производство зерна, молока, мяса, развито пчеловодство). На территории района находится лесозаготовительный участок, возобновилась добыча полиметаллических руд.

## Транспорт
По территории района проходят автомобильные трассы Поспелиха — Курья — Третьяково, Змеиногорск — Рубцовск.

## Люди, связанные с районом
- Волков, Николай Терентьевич — Герой Советского Союза.
- Коршунов, Павел Кузьмич (1918 — 1973) — участник Великой Отечественной войны, Герой Советского Союза.